# Equinox Desktop Environment
Dit overzicht is mogelijk incompleet; u kunt helpen door het uit te breiden.
Equinox Desktop Environment is een desktopomgeving voor Unix-achtige besturingssystemen. De eerste versies (1.x) waren gebaseerd op een aangepaste versie van FLTK, eFLTKD. Latere versies (2.x) waren gebaseerd op FLTK. De meest recente versie is 2.1 en dateert van 22 juni 2014.
EDE is beschikbaar in Mandriva Linux en in Minix 3 en hoger.

## EDE 2
In EDE 2 werd eFLTK vervangen door FLTK en EDE's eigen bibliotheek, edelib. Edelib bevat functionaliteit om een venster te maken, programma-instellingen op te slaan, communiceren via D-Bus en thema's van pictogrammen te laden. EDE2 zal de FreeDesktop.org-richtlijnen volgen.

## Zie ook

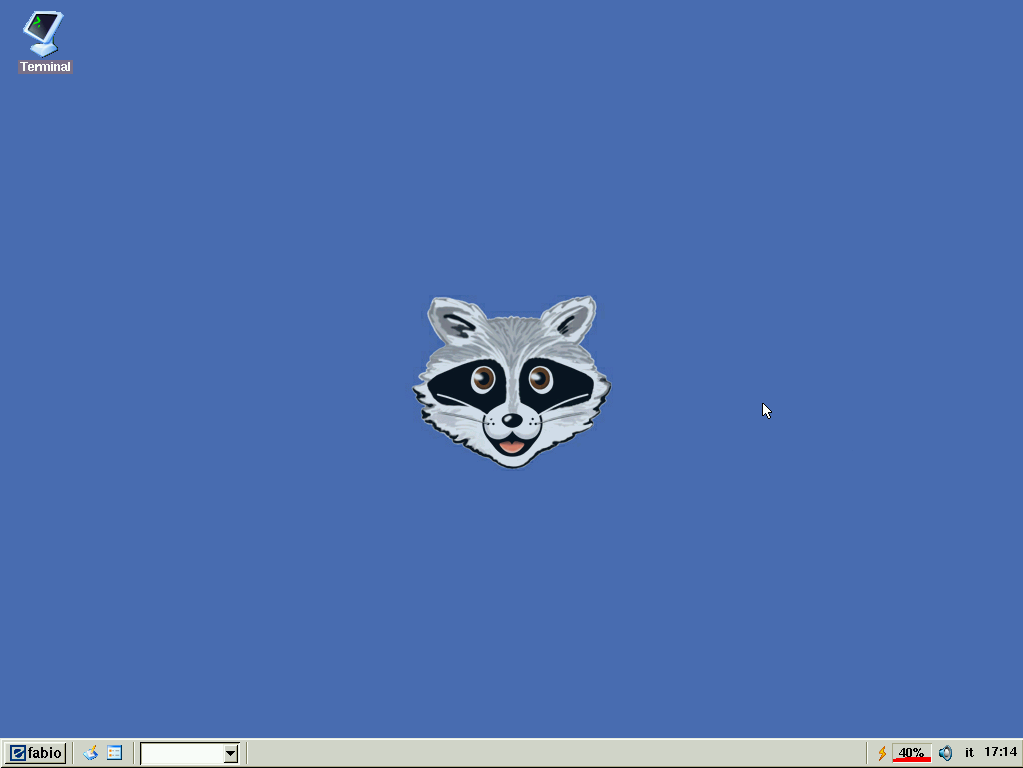
MINIX 3.1.7 running X11 with the EDE